# Kepler-452
Kepler-452 este o stea de tip spectral G2, situată la distanță de circa 1.400 de ani-lumină de Pământ, în constelația boreală Lebăda.
Temperatura de la suprafața stelei este similară celei a Soarelui nostru, însă, dat fiind faptul că raza sa este cu circa 10 % mai mare, luminozitatea sa  este superioară cu 20 % celei a Soarelui. Vârsta stelei este estimată la 6 miliarde de ani.
În jurul stelei orbitează exoplaneta Kepler-452b, a cărei descoperire a fost anunțată la 23 iulie 2015.